# Eleição municipal de Resende (Rio de Janeiro) em 2016
A eleição municipal de Resende em 2016 foi realizada para eleger um prefeito, um vice-prefeito e 17 vereadores no município de Resende, no estado brasileiro de Rio de Janeiro. Foram eleitos Diogo Gonçalves Balieiro Diniz (Partido Social Democrático) e Geraldo da Cunha para os cargos de prefeito(a) e vice-prefeito(a), respectivamente. 
Seguindo a Constituição, os candidatos são eleitos para um mandato de quatro anos a se iniciar em 1º de janeiro de 2017. A decisão para os cargos da administração municipal, segundo o Tribunal Superior Eleitoral, contou com 92 757 eleitores aptos e 19 172 abstenções, de forma que 20.67% do eleitorado não compareceu às urnas naquele turno. 

## Resultados

### Eleição municipal de Resende em 2016 para Prefeito
A eleição para prefeito contou com 4 candidatos em 2016: Diogo Gonçalves Balieiro Diniz do Partido Social Democrático (2011), Mario de Souza Rodrigues do Movimento Democrático Brasileiro (1980), Noel de Carvalho do Partido da Social Democracia Brasileira, Ana Lucia Correa de Souza do Partido dos Trabalhadores que obtiveram, respectivamente, 25.888, 16.269, 23.969, 1.769 votos. O Tribunal Superior Eleitoral também contabilizou 20.67% de abstenções nesse turno. 
| Candidato(a)                         | Vices                                 | Coligação                                                                           | Votos  | Porcentagem |
| ------------------------------------ | ------------------------------------- | ----------------------------------------------------------------------------------- | ------ | ----------- |
| Diogo Gonçalves Balieiro Diniz (PSD) | Geraldo da Cunha (DEM)                | Esperança Renovada (PSD,DEM,PR,PSDC,PPL,PRP e PTdoB)                                | 25.888 | 38,13%      |
| Noel de Carvalho (PSDB)              | Luiz Fernando de Oliveira Pedra (PDT) | Unidos Por Resende (PSDB,PDT,REDE e PATRIOTA)                                       | 23.969 | 35,30%      |
| Mario de Souza Rodrigues (PMDB)      | Braz Schettino (PPS)                  | Melhorar Sempre (PP,PTB,PMDB,PSL,PSC,PPS,PRTB,PHS, PSB,PV,PROS,SDD,PCdoB,PRB e PMB) | 16.269 | 23,96%      |
| Ana Lucia Correa de Souza (PT)       | Melzaque Silvestre Caetano (PT)       | Sem Coligação: (Partido dos Trabalhadores)                                          | 1.769  | 02,61%      |

## Eleição municipal de Resende em 2016 para Vereador
| Nome                                   | Partido político                       | Coligação                                        | Votos recebidos | Percentual |
| -------------------------------------- | -------------------------------------- | ------------------------------------------------ | --------------- | ---------- |
| Reginaldo Paulo da Silva               | Partido Socialista Brasileiro (PSB)    | Partido Socialista Brasileiro (sem coligação)    | 1197            | 1.8%       |
| Edson Vieira Miranda                   | Partido Popular Socialista (PPS)       | Partido Popular Socialista (sem coligação)       | 1179            | 1.77%      |
| Francisco Stenio Aguiar Cunha          | Progressistas (PP)                     | Progressistas (sem coligação)                    | 1175            | 1.76%      |
| Renan Marassi Magalhaes                | Partido Popular Socialista (PPS)       | Partido Popular Socialista (sem coligação)       | 1090            | 1.64%      |
| Tiago Forastieri de Almeida            | Partido Social Cristão (PSC)           | Partido Social Cristão (sem coligação)           | 1084            | 1.63%      |
| David Manuel de Jesus Silva            | Movimento Democrático Brasileiro (MDB) | Movimento Democrático Brasileiro (sem coligação) | 1044            | 1.57%      |
| Joaquim Romério de Almeida             | Movimento Democrático Brasileiro (MDB) | Movimento Democrático Brasileiro (sem coligação) | 1027            | 1.54%      |
| Luiz Henrique Sene de Brito Guimaraes  | Partido Social Democrático (PSD)       | Acreditar e Realizar, Sim!                       | 1022            | 1.53%      |
| Odair Jose Ozorio                      | Partido Social Democrático (PSD)       | Acreditar e Realizar, Sim!                       | 944             | 1.42%      |
| Soraia Balieiro Nunes                  | Partido Socialista Brasileiro (PSB)    | Partido Socialista Brasileiro (sem coligação)    | 935             | 1.4%       |
| Claudio Oliveira de Araújo             | Movimento Democrático Brasileiro (MDB) | Movimento Democrático Brasileiro (sem coligação) | 836             | 1.26%      |
| Roque Cerqueira da Silva               | Partido Democrático Trabalhista (PDT)  | Partido Democrático Trabalhista (sem coligação)  | 787             | 1.18%      |
| Tiago Vieira Martins da Silva          | Partido Popular Socialista (PPS)       | Partido Popular Socialista (sem coligação)       | 677             | 1.02%      |
| Silvio da Fonseca                      | Progressistas (PP)                     | Progressistas (sem coligação)                    | 668             | 1%         |
| Alessandro Soares Ritton               | Partido Popular Socialista (PPS)       | Partido Popular Socialista (sem coligação)       | 646             | 0.97%      |
| Sergio Pereira Lima                    | Partido Republicano Brasileiro (PRB)   | Partido Republicano Brasileiro (sem coligação)   | 612             | 0.92%      |
| Caio Marcelo Brauer de Freitas Sampaio | Rede Sustentabilidade (REDE)           | Por uma Cidade Sustentável                       | 401             | 0.6%       |

Na decisão para o cargo de vereador na eleição municipal de 2016, foram eleitos 17 vereadores com um total de 66 609 votos válidos. O Tribunal Superior Eleitoral contabilizou 2 502 votos em branco e 4 474 votos nulos. De um total de 92 757 eleitores aptos, 19 172 (20.67%) não compareceram às urnas .